# Preuve acoustique dans l'assassinat de John F. Kennedy
Une preuve acoustique dans l'assassinat de Kennedy provient d'un dictabelt (en) (modèle de dictaphone) appartenant à un policier à moto ayant enregistré des impulsions acoustiques lors de la fusillade atteignant le cortège présidentiel et tuant le président John Fitzgerald Kennedy sur Dealey Plaza le 22 novembre 1963. Dans le cadre des enquêtes relatives à l'assassinat du Président Kennedy, la seconde commission d'enquête gouvernementale, le House Select Committee on Assassinations (HSCA) a estimé sur la base des analyses de cet enregistrement sonore, que le Président avait été assassiné dans le cadre d'une conspiration. La validité de cette analyse acoustique a été critiquée, par un panel d'experts ayant réexaminé la question pour le compte du département de la Justice américain.

## Le HSCA

### Engagement des premiers experts
En mai 1978, le HSCA demanda à la société Bolt Beranek et Newman Inc. (BBN) de conduire un examen préliminaire sur les bandes d'enregistrements des sons censées avoir été faites sur Dealey Plaza vers 12 h 30 le 22 novembre 1963.
Bolt, Beranek & Newman, pour laquelle travaillait le Dr Barger, avait notamment acquis une certaine notoriété au cours de l'affaire du Watergate puisqu'elle avait détecté les coupures effectuées dans les enregistrements audio de la Maison-Blanche, ce qui avait précipité la chute de Nixon.
Le but de l'examen demandé était de déterminer dans quelle mesure les matériaux sonores constituaient une preuve en rapport avec les coups de fusil liés à l'assassinat du Président John F. Kennedy.

### Le matériau
Les enregistrements examinés étaient ceux du Canal 1 et du Canal 2 du système de dispatching radio de la Police de Dallas.
Le Canal 1 était le canal utilisé pour gérer le trafic radio habituel de la police et ce canal était enregistré en permanence par un enregistreur de type Dictaphone (modèle A2TC 5) sur des cartouches « Dictabelt » polyester rotatives. Le Canal 2, un canal auxiliaire généralement utilisé pour gérer le trafic radio additionnel nécessité par des évènements spéciaux, était enregistré de façon intermittente sur un enregistreur de type Gray Audograph sur des disques flexibles 8, 5 pouces. Ces enregistreurs n'avaient pas la capacité d'enregistrer l'heure en parallèle à l'enregistrement du son, c'était donc l'opérateur radio/Dispatcher du centre de communication qui annonçait les contrôles d'heures environ toutes les minutes.
Le Canal 1 contient un enregistrement continu des sons transmis entre 12 h 28 et 12 h 34 par la radio d'une moto dont le micro est resté bloqué sur « émission ». Cet enregistrement est désigné, par commodité, le « Dictabelt ».

### L'analyse
Une analyse initiale d'une portion du Dictabelt (la bande du Canal 1) n'excluait pas la possibilité que l'enregistrement contienne des traces de coup de fusil. Il ne faut pas comprendre par là un enregistrement clair et audible, sinon l'analyse eut été inutile, mais des impulsions sonores à la limite de la détectabilité que l'on peut éventuellement identifier comme résultant de l'onde de choc et des échos associés à un tir d'arme à feu.
Selon l'analyse des images et des films, la motocyclette fut identifiée comme étant celle de H. B. McLain, un des motards de l'escorte, qui avait admis que son émetteur se coinçait parfois en position ouverte.
Une reconstitution « sonore » de l'assassinat fut donc organisée sur Dealey Plaza afin de permettre à BBN de comparer l'enregistrement de coups de feu sur la Plaza et les impulsions détectées sur le Dictabelt. BBN ayant détecté 4 impulsions « suspectes », 4 micros furent positionnés dans Dealey Plaza, un sur chacun des emplacements successifs déterminés sur base du trajet suivi par la moto de McLain et des moments où ces impulsions avaient été enregistrées. On procéda alors à des tirs du cinquième étage du Texas School Book Depository (TSBD) et du tertre herbeux (Grassy Knoll) de manière que BBN puisse confirmer ou infirmer que les impulsions étaient bien des coups de feu et, le cas échéant, déterminer de quelle localisation le coup de feu provenait.

### Les conclusions
Dans un premier temps, BBN remit des conclusions selon lesquelles ils avaient identifié avec une bonne probabilité les impulsions avec des coups de feu, et qu'il existait 50 % de chances pour que l'une des impulsions de l'enregistrement corresponde à un quatrième coup de feu provenant du Grassy Knoll.
Désireux de réduire le taux d'incertitude lié à ce quatrième coup de feu, une nouvelle expertise fut menée par Mark Weiss et Ernest Aschkenazy, du Queens College. Ils arrivèrent à la conclusion que la probabilité d'un quatrième coup de feu tiré du Grassy Knoll était de 95 %.
La conclusion de l'étude était donc fondamentalement qu'il y avait eu deux tireurs, et par conséquent conspiration.

## Les critiques
Le HSCA recommandait que le département de la Justice diligente de nouvelles enquêtes.
Le FBI ayant critiqué la validité de la preuve acoustique, seule preuve sur laquelle le HSCA avait basé ses conclusions, le département de la Justice demanda à l'académie nationale des sciences (National Academy of Sciences ou NAS) d'examiner les analyses acoustiques. Pour ce faire, un panel de scientifiques, le Committee on Ballistic Acoustics (Comité de balistique acoustique), fut formé avec à sa tête le Dr Norman Ramsey
Dans le même temps, certains chercheurs indépendants analysaient les enregistrements de leur côté. Steve Barber, un musicien et chercheur indépendant, analysa l'enregistrement (la petite histoire étant qu'il l'avait trouvé sur un disque offert par un magazine adulte) et découvrit qu'une transmission faible pouvait être entendue à peu près au moment des deux dernières impulsions identifiées comme des tirs sur le Dictabelt : on y entend le sheriff Bill Decker dire « Hold everything secure… ».
Cette transmission provenait du Canal 2 mais avait été enregistrée sur le Canal 1. Ce type de transmission « double » était bien connu, et avait d'ailleurs été utilisé par BBN pour synchroniser les enregistrements des deux canaux. Il s'agit d'un phénomène appelé diaphonie (crosstalk en anglais). Une diaphonie se produit lorsqu'une émission/transmission sur un canal est enregistrée par le microphone d'une autre radio accordé sur un canal différent. Ainsi, on peut entendre en surimpression, de façon plus ou moins intelligible, une conversation ayant lieu sur une autre fréquence.
La transmission « Hold everything secure… » se trouvait donc aussi sur le Canal 2. Il s'agit, comme on l'a dit, du Sheriff Bill Decker, qui se trouvait dans la première voiture du convoi et qui ordonne de sécuriser la zone des chemins de fer débouchant sur Dealey Plaza. Cet ordre a été donné plus d'une minute après l'assassinat.
On a donc un ordre, donné plus d'une minute après l'assassinat, qui est audible au moment où les experts du HSCA ont repéré les « coups de feu ». La conclusion est évidente : les impulsions sonores ne sont pas des coups de feu.
Steve Barber note également que sur l'enregistrement, la moto roule à vitesse réduite pendant les « coups de feu » et l'interférence. C'est alors qu'elle accélère, puis ralentit, change de vitesses, et accélère encore. Pendant environ 15 secondes elle voyage à vitesse constante, puis ralentit de nouveau et finalement s'arrête. Elle tourne au ralenti pendant environ 20 secondes, puis accélère encore. Elle passe seulement par une série d'accélérations et de décélérations tout au long des deux minutes suivantes. Avant que nous n'entendions d'abord que les sirènes sur l'enregistrement — environ deux minutes après les sons produits par les prétendus coups de feu — la moto roule de nouveau lentement, presque au ralenti. Cela ne ressemble effectivement pas au comportement d'une moto roulant avec le cortège.
Ces sirènes de police qui ne retentissent sur la bande que deux minutes après les coups de feu posent d'ailleurs un autre problème : dans la réalité, elles se déclenchent dès le dernier tir. Le HSCA a certes supposé que le motard, H. B. McLain, était demeuré sur Dealey Plaza deux minutes avant de redémarrer et d'enclencher ses sirènes. Le problème est qu'une photographie montre McLain accompagner Jackie Kennedy à l'intérieur de l'hôpital, ce qui n'est pas compatible avec un McLain restant sur Dealey Plaza.
Enfin, le motard, McLain, qui a enfin l'occasion d'entendre la bande (le HSCA ne la lui avait pas fait entendre), estime que l'enregistrement n'émane pas de sa moto.
Le Committee on Ballistic Acoustics publia son rapport en 1982 : les problèmes cités ci-dessus ainsi que d'autres problèmes aboutirent à un rapport selon lequel il n'y avait pas d'élément permettant de conclure à l'existence de tirs sur l'enregistrement, et qu'en tout état de cause, les impulsions ayant été identifiées comme des coups de feu ne pouvaient en être puisqu'elles survenaient plus d'une minute après l'assassinat.

## La défense
G. Robert Blakey, qui avait été le conseiller en chef du HSCA, est surpris par l'étude de la NAS car elle explique les impulsions sonores par le hasard, alors qu'elles correspondent aux images du film de Zapruder comme à la vitesse du cortège présidentiel sur Dealey Plaza.
En mars 2001, le Dr Donald Thomas publia un article dans la revue Science & Justice, affirmant que le Committee on Ballistic Acoustics de la NAS s'était trompé dans la synchronisation des canaux 1 et 2. Il estimait que l'enregistrement de Decker au moment des impulsions pouvait être dû à un dysfonctionnement de l'enregistrement, l'aiguille d'enregistrement pouvant soudain « sauter en arrière » et sur-enregistrer une seconde plus tôt que le véritable enregistrement.
Thomas arrive à une conclusion identique à celle du HSCA, à savoir que selon lui, il y avait une probabilité de 96, 7 % pour que les impulsions analysées soient effectivement des coups de feu. Le Dr Thomas présenta des conclusions additionnelles notamment en novembre 2001.